# 朱家角城隍庙
朱家角城隍庙，也叫青浦城隍行宫，是位于上海青浦區朱家角鎮漕河街67、69、71号的城隍廟，为青浦城隍庙的行宫。

## 历史
朱家角城隍庙作为青浦城隍庙的行宫，建造时间不明，所供奉的城隍是青浦县城隍沈恩。它原先位于镇南的雪葭浜。乾隆二十八年（1763年），徽州人程履吉将其搬迁至现址。後城隍庙于咸丰年间被毁，光緒七年（1881年）重修。1964年1月曾失火。1986年11月公布为青浦县文物保护单位。1992年恢复开放，成为青浦地区道教主要活动场所，每月初一、十五为进香日。同年10月启动修缮。1994年8月，头门和大殿全部修复。

## 建筑
该城隍庙一反一般城隍庙坐北朝南的设计，而是坐西朝东设计，占地0.14公顷，建筑面积976平方米。庙中间是头门、戏台、大殿，两边各有一条庑。进门左手边布置有寅清堂、熙春台、假山方池、梅亭、玉照廊、月香室等，右手边则有凝和书屋、荷净山房、潭影阁、荷花池、可娱斋、乐溪庐、挹秀轩、花神殿、怡亭、含清榭。旁边有小曲溪，溪上有小石桥。1964年1月，後殿、寝宫失火焚毁。至1985年，亭台楼阁、假山水池皆无影踪，头门、戏台、两庑、大殿等主体建筑保存完好。现如今戏台两侧改建後是对称的两厢房。
大殿主体由殿前露台、献殿、正殿以及其後面的龟头屋组成。献殿是五架梁、歇山顶，椽下有木刻雕花，檐下有只大算盘。正殿前有轩，正殿硬山顶，椽下全有木质雕花。
戏台建于光绪七年（1881年），有两层楼，也是歇山顶，有回廊。檐廊下有倒挂莲花座，是不对称的七架梁结构，东五架、西二架。戲臺顶上是160隻斗拱组成的圆旋形顶，被建筑学家誉为“江南第一斗拱”。两侧石柱上则镶嵌有一副对联，上联“筑斯台悠也久也”，下联“观往事梦耶真耶”，横额“承平雅颂”。